# Csákány György
Csákány György (Kolozsvár, 1920. június 26. – 2003. szeptember 20.) orvos, radiológus professzor, egyetemi tanár.

## Életpályája
Csákány (Grünwald) Dezső (1893–1963) orvos és Simon Zsófia (1897–1973) fiaként született. Tanulmányait a Pázmány Péter Tudományegyetem Orvostudományi Karán végezte, ahol 1947 januárjában orvosi diplomát szerzett. Pályafutását a Szent János Kórházban kezdte, majd 1955-től 1958-ig az István Kórház Röntgenosztályán dolgozott. 1955 és 1977 között az Országos Kardiológiai Intézet röntgenosztályát vezette, s emellett 1972 és 1976 között az Országos Sugárfizikai Intézet (ORSI) igazgatóhelyettese, majd főigazgatója volt. 1978-ban került az Orvostovábbképző Intézet, majd Orvostovábbképző Egyetem Radiológiai Tanszékének, illetve a Radiológiai Klinika élére. 1989-ben vonult nyugalomba. A Magyar Radiológusok Társaságának tiszteletbeli tagja (1994).
1941-ben házasságot kötött Steiner Márta (Csákány Márta) szinkronrendezővel. A házasságból két gyermekük született; György (Csákány M. György szülész-nőgyógyász, 1946–2022) és Csákány Zsuzsa vágó (1949).

## Könyvei
- A kisvérkör röntgenvizsgálata Medicina Könyvkiadó, 1963
- A tüdő röntgendiagnosztikája, ORSI 1985
- Csákány György-Forrai Jenő: Radiológiai diagnosztika I.
- Csákány György-Forrai Jenő: Radiológiai diagnosztika II.
- Csákány György-Forrai Jenő: Klinikai röntgendiagnosztika (1977), második kiadás (1984)
- Vesztegzár alatt (A mikrobiológia regénye), Móra Ferenc Könyvkiadó, 1958
- A röntgenvizsgálatok racionális javallatai Archiválva 2022. február 9-i dátummal a Wayback Machine-ben (A gyakorló orvos könyvtára sorozatban), Medicina